# Josip Šoprek
Josip Šoprek (ur. 30 sierpnia 1981) – chorwacki lekkoatleta, sprinter.
Pięciokrotny mistrz kraju – w latach 2003-2005 triumfował w biegu na 200 m, a w 2005 i 2006 wygrywał na 100 m.
W 2005 został brązowym medalistą igrzysk śródziemnomorskich w biegu na 200 m z czasem 21,02 s.
Były halowy rekordzista kraju na 200 m (czas 21,35 s uzyskany 5 lutego 2005 w Wiedniu).